# Trönninge (Varberg)
Trönninge is een plaats in de gemeente Varberg in het landschap Halland en de provincie Hallands län. De plaats heeft 847 inwoners (2005) en een oppervlakte van 57 hectare.